# Cryptus sibiricola
Cryptus sibiricola là một loài tò vò trong họ Ichneumonidae.